# Felicity Jones
Felicity Rose Hadley Jones (født 17. oktober 1983) er en engelsk skuespiller. Hun startede sin professionelle karriere som barn, hvor hun som 12-årig medvirkede i The Treasure Seekers (1996). Senere spillede hun Ethel Hallow i en sæson af tv-serien The Worst Witch og dets efterfølger Weirdsister College. Som voksen gik hun på universitetet og blev uddannet fra Wadham College i Oxford i 2006, hvorefter hun har arbejdet fast som skuespiller på både tv, film og teater. I radioen har hun spillet Emma Grundy i BBC's The Archers. I 2008 medvirkede hun i Donmar Warehouses produktion af The Chalk Garden.
Siden 2006 har Jones medvirket i en række film, herunder Northanger Abbey (2007), Brideshead Revisited (2008), Chéri (2009) og The Tempest (2010). Hendes optræden i Like Crazy fra 2011 blev mødt med ros af kritikkerne og indbragte flere priser, herunder juryens specialpris ved Sundance Film Festival i 2011. Hendes optræden som Jane Hawking i Teorien om alting fra 2014 blev ligeledes rost, og hun blev nomineret som bedste skuespillerinde ved Golden Globe, SAG, BAFTA og Oscaruddelingen. I 2016 medvirkede Jones i adventure-thrilleren Inferno, fantasy-dramaet A Monster Calls og science fiction-filmen Rogue One: A Star Wars Story. Samme år modtog hun desuden BAFTA-prisen som året bedste britiske kunstner.

## Filmografi
- The Amazing Spider-Man 2 (2014)
- The Midnight Sky (2020)